# Modisimus propinquus
Modisimus propinquus là một loài nhện trong họ Pholcidae. Loài này được phát hiện ở México.